# اسکای مک‌کول بارتوزیاک
اسکای مک‌کول بارتوزیاک (انگلیسی: Skye McCole Bartusiak؛ ۲۸ سپتامبر ۱۹۹۲ – ۱۹ ژوئیهٔ ۲۰۱۴) یک هنرپیشه، و بازیگر سینما اهل ایالات متحده آمریکا بود. وی بین سال‌های ۱۹۹۹ تا ۲۰۱۴ میلادی فعالیت می‌کرد.

## فیلم‌شناسی
از فیلم‌ها یا برنامه‌های تلویزیونی که وی در آن نقش داشته است می‌توان به هیچی نگو، قوانین خانه سایدر، فریژر، ۲۴، دکتر هاوس، لاست، ماشین‌سواری با پسرها، در برابر طناب و سی‌اس‌آی اشاره کرد.